# Patricio Cornejo
Patricio Cornejo Seckel (Llolleo, 6 giugno 1944) è un ex tennista cileno.

## Carriera
In carriera ha vinto 8 titoli di doppio. Nei tornei del Grande Slam ha ottenuto il suo miglior risultato raggiungendo le finali di doppio agli Open di Francia nel 1972 e agli US Open nel 1974, entrambe in coppia con il connazionale Jaime Fillol.
In Coppa Davis ha disputato un totale di 74 partite, collezionando 34 vittorie e 40 sconfitte. Per la sua costanza nel rappresentare la propria nazione nella competizione è stato insignito del Commitment Award.

## Statistiche

### Doppio

#### Vittorie (8)
| Numero | Anno | Torneo                                            | Superficie  | Compagno          | Avversari in finale                   | Punteggio     |
| 1.     | 1969 | ATP Buenos Aires, Buenos Aires                    | Terra rossa | Jaime Fillol      | Roy Emerson Frew McMillan             | 6-3, 9-7, 9-7 |
| 2.     | 1970 | South Orange Open, South Orange                   | Cemento     | Jaime Fillol      | Andrés Gimeno Rod Laver               | 3-6, 7-6, 7-6 |
| 3.     | 1972 | Caracas Open, Caracas                             | Cemento     | Jaime Fillol      | Jim McManus Manuel Orantes            | 6-4, 6-3, 7-6 |
| 4.     | 1975 | Carolinas International Tennis, Charlotte         | Terra rossa | Jaime Fillol      | Ismail El Shafei Brian Fairlie        | 6–3, 5–7, 6–4 |
| 5.     | 1976 | Berlin Open, Berlino                              | Cemento     | Julien Munoz      | Jürgen Fassbender Hans-Jürgen Pohmann | 7-5, 6-1      |
| 6.     | 1976 | Santiago Open, Santiago del Cile                  | Terra rossa | Hans Gildemeister | Lito Álvarez Belus Prajoux            | 6–3, 7–6      |
| 7.     | 1977 | U.S. Men's Clay Court Championships, Indianapolis | Terra rossa | Jaime Fillol      | Dick Crealy Cliff Letcher             | 6-7, 6-4, 6-3 |
| 8.     | 1977 | Santiago Open, Santiago del Cile                  | Terra rossa | Jaime Fillol      | Henry Bunis Paul McNamee              | 5–7, 6–1, 6–1 |